# Ablaßmühle
Die Ablaßmühle ist ein Ortsteil des Marktes Titting im Landkreis Eichstätt in der Südlichen Frankenalb.

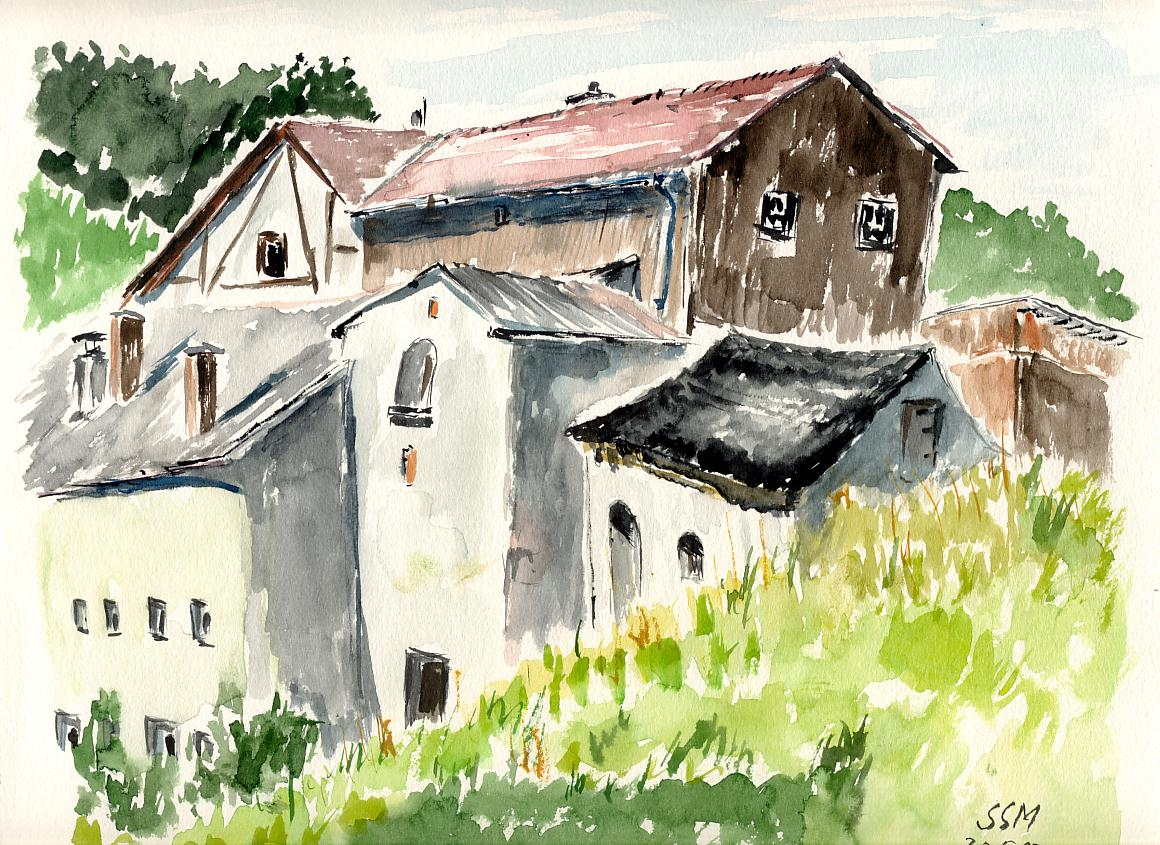

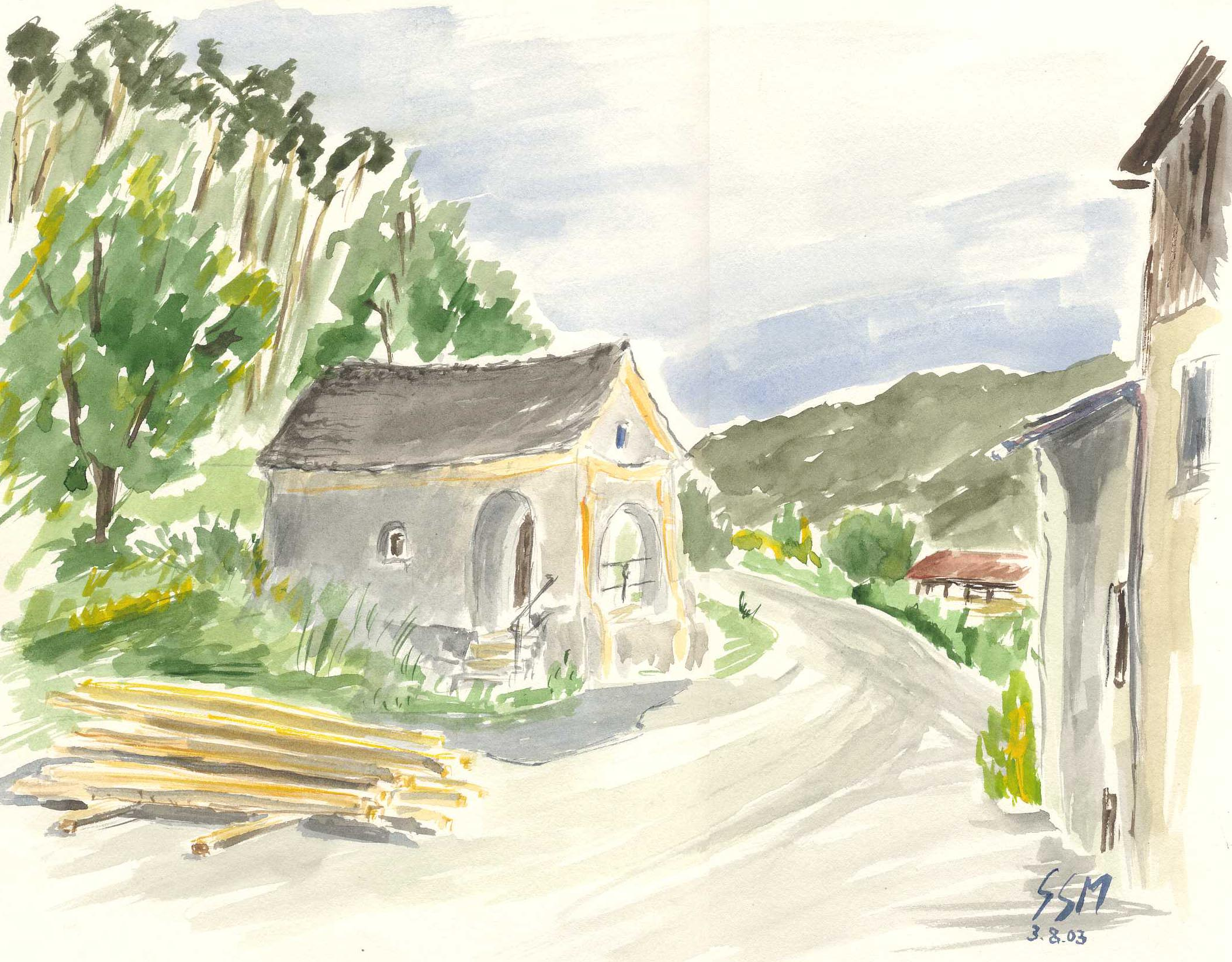
Kapelle der Ablaßmühle

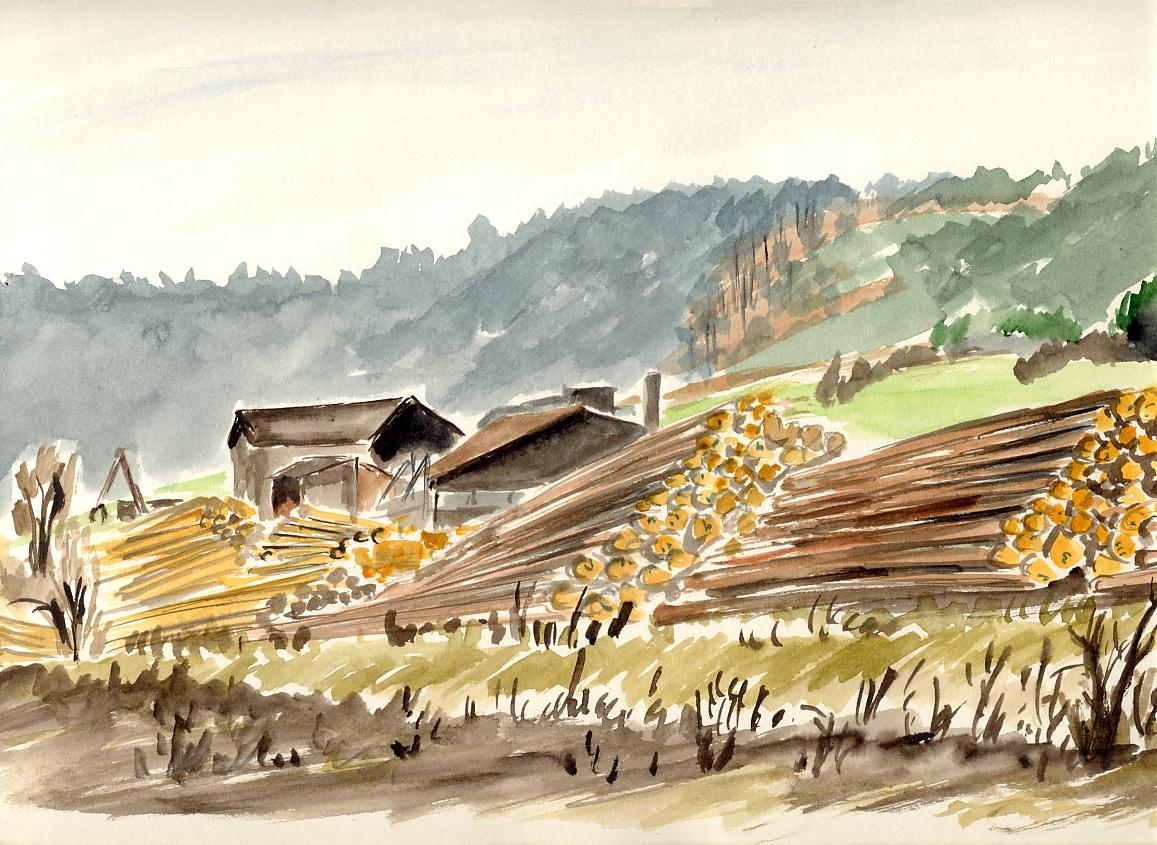
Ablaßmühle mit Holzlagerplatz

## Lage
Das Mühlenanwesen liegt im Naturpark Altmühltal, im Tal der Anlauter zwischen Titting und Emsing, von den beiden Orten jeweils etwa 2,5 Kilometer entfernt.

## Geschichte
In einem Salbuch des Stadtrichter- und Vizedomamtes Eichstätt von 1548 wird Seewiesen, genannt die Ablaßmüll als dem Hochstift Eichstätt lehenbar genannt. Grundherr war dementsprechend der Eichstätter Fürstbischof. Für diesen nahm das Stadtrichteramt in Eichstätt die Steuern der Ablaßmühle ein.
Im 18. Jahrhundert übernahm Leonhard Dirsch (* 7. November 1707 in Emsing; † 3. August 1755 in Emsing), Sohn von Adam Dirsch (* 1663 in Eichstätt; † 1. Juli 1738 in Emsing), dem Inhaber der Aumühle in Eichstätt, die Ablaßmühle im Tausch. Seitdem wurde die Mühle von der Familie Dirsch als fürstbischöfliches Lehen betrieben; mit der Säkularisation 1806 kam die Mühle in ihren Besitz. Später erfolgte die Umstellung von Getreidemahl- auf Sägebetrieb.
Nach der Säkularisation und dem Ende des alten Reiches und damit des Hochstiftes Eichstätt gehörte die Ablaßmühle zusammen mit dem Gutshof Herlingshard zur Gemeinde Emsing im mittelfränkischen Kreis Hilpoltstein. Im Zuge der Gebietsreform wurde die bis dahin selbstständige Gemeinde Emsing mit ihren Ortsteilen am 1. Januar 1972 aufgelöst und kam zur Großgemeinde Titting und somit am 1. Juli 1972 zum oberbayerischen Landkreis Eichstätt.

## Heutiger Betrieb
Das heutige Gattersägewerk verarbeitet in erster Linie einheimische Fichten zu Sonderpaletten sowie zu Kisten, zu Produkten für Zimmereien, Schreinereien und für den Industriebereich, zum Beispiel für die Fertighausindustrie und den Hallenbau.

## Denkmalschutz
Von den Gebäuden der Mühle sind in die Bayerische Denkmalliste eingetragen:
- Großer Fachwerkstadel mit Kalkplattendach, wahrscheinlich 1. Hälfte des 19. Jahrhunderts
- Hofkapelle, origineller nachbarocker Bau, unterkellert, 1832

## Gräberfeld
In der Nähe der Mühle wurde 1920 beim Straßenbau im Zuge der „Juraerschließung“ ein Gräberfeld der späten Urnenfelderzeit angeschnitten und, bedingt durch eine Trassenverlegung, 1982/83 durch eine Rettungsgrabung weiter erforscht. Dabei konnten 21 bis 23 Flachbrandgräber mit Keramikgefäßen und Bronzeschmuck als Grabbeigaben, umgeben von flachen, ringförmigen Steinsetzungen, freigelegt werden.

## Sonstiges
Um die Ablaßmühle ranken sich zwei Sagen, die von der Sagensammlerin Emmi Böck aufgezeichnet wurden.